# Расловлево (Московская область)
Ра́словлево — деревня в Воскресенском муниципальном районе Московской области. Входит в состав сельского поселения Ашитковское. Население — 341 чел. (2010).

## География
Деревня Расловлево расположена в восточной части Воскресенского района, примерно в 9 км к северу от города Воскресенск. Высота над уровнем моря 128 м. В 1,5 км от деревни протекает река Сушенка. В деревне 5 улиц, приписано 6 СНТ. Ближайший населённый пункт — село Конобеево.

## Название
Название связано с некалендарным личным именем Рослав (от Родислав).

## История
В 1926 году деревня являлась центром Рославлевского сельсовета Усмерской волости Бронницкого уезда Московской губернии.
С 1929 года — населённый пункт в составе Ашитковского района Коломенского округа Московской области, с 1930-го, в связи с упразднением округа и переименованием района, — в составе Виноградовского района Московской области. В 1957 году, после того как был упразднён Виноградовский район, деревня была передана в Воскресенский район.
До муниципальной реформы 2006 года Расловлево входило в состав Конобеевского сельского округа Воскресенского района.

## Население
В 1926 году в деревне проживало 589 человек (275 мужчин, 314 женщин), насчитывалось 110 хозяйств, из которых 108 было крестьянских. По переписи 2002 года — 273 человека (128 мужчин, 145 женщин).
| 1926 | 2002 | 2010 |
| ---- | ---- | ---- |
| 589  | ↘273 | ↗341 |